# マンハント (2017年の映画)
『マンハント』（原題：追捕）は、2017年の香港・中国合作映画。西村寿行の同名小説の映画化作品『君よ憤怒の河を渉れ』（1976年、高倉健主演）のリメイク。

## 概要
2016年3月16日、香港インターナショナル・フィルム＆テレビマーケットにて、ジョン・ウー監督によるリメイク作の製作が発表され、チャン・ハンユーと福山雅治がW主演を務めることが明らかにされた。
中国映画ながら舞台は日本であり、主人公が中国人の弁護士ドゥ・チウ(漢字表記は日本版と同じ「杜丘」)、真由美が中国人とのハーフだという設定以外はオリジナルと大きな変更点は見られない。
2017年、第74回ヴェネツィア国際映画祭に正式出品され、同年に香港・中国・台湾で公開。
日本では2018年2月9日に全国公開。
日本でのロケは近鉄ロケーションサービス（近鉄グループホールディングス）および大阪ロケーション・サービス協議会が協力し、近鉄グループの施設であるあべのハルカスや旧生駒トンネル、大阪上本町駅をはじめ、阪神高速道路、中之島など大阪府を中心に撮影が行われた。奈良県では宝山寺、山添村カントリーパーク大川、岡山県では蒜山や同和鉱業片上鉄道線吉ヶ原駅で撮影が行われた。爆破シーンは、鳥取県日野郡日南町の花見山スキー場（現在は休業）を完全封鎖し、撮影が行われた。

## キャスト
- ドゥ・チウ： チャン・ハンユー

天神製薬の顧問弁護士。殺人被疑者として、追われる身となる。原作の杜丘冬人検事。
- 矢村聡： 福山雅治

大阪府警刑事部捜査一課係長。孤高の優秀な刑事であり、過去に死別した妻がいる。
- 遠波真由美： チー・ウェイ
- レイン： ハ・ジウォン

殺し屋。ドーンの相棒。
- ドーン： アンジェルス・ウー

殺し屋。レインの相棒。
- 百田里香： 桜庭ななみ

　  矢村の部下。
- 酒井義廣： 國村隼

天神製薬社長。
- 酒井宏： 池内博之

天神製薬社長の息子。次期社長。
- 田中希子： TAO

天神製薬社長秘書。
- 浅野雄二： トクナガクニハル

大阪府警刑事部捜査一課係長。
- 堂塔康竹： 矢島健一

天神製薬研究員。
- 北川正樹： 田中圭

　  真由美婚約者で天神製薬の元研究員。
- 青木秀介： ジョーナカムラ

　  天神製薬の顧問弁護士。
- 伊藤守： 竹中直人

大阪府警刑事部捜査一課課長。矢村と浅野の上司。
- 坂口秀夫： 倉田保昭
- 犯人A： 斎藤工
- 犯人B： 吉沢悠
- 辻伊吹、海老瀬はな、島津健太郎、辻本一樹、水野麗奈、田中良子ほか

## スタッフ
- 監督： ジョン・ウー
- 製作総指揮： ピーター・ラム / ラ・ペイカン
- 副製作総指揮： イェ・ロンチャン / グアン・ハイロン / リチャード・ルイ
- 製作： ゴードン・チャン / チャン・ヒンカイ
- 原作： 西村寿行
- 脚本： ニップ・ワンフン / ゴードン・チャン / ジェームズ・ユエン / 江良至 / ク・ゾイラム / マリア・ウォン / ソフィア・イェ
- 撮影監督： 石坂拓郎
- 美術監督： 種田陽平
- 音楽： 岩代太郎
- アクション振付： 園村健介
- 衣装デザイン： 小川久美子
- 編集： ウォン・ホイ / リー・カウ
- 音声： トゥ・デュチー / ウー・シューヤオ
- 視覚効果監修： アレックス・リム
- 管理プロデューサー： デビー・ラム
- 総括プロデューサー： アイバン・ウォン
- 第二班監督： パトリック・レオン
- 日本側キャスティング： 杉野剛
- アートディレクター： 小島伸介
- 振付： MIKIKO（ELEVENPLAY）
- 劇用馬スタントコーディネーター： 辻井啓伺
- 特殊効果： 関山和昭
- ガンエフェクト： BIGSHOT（納富貴久男、田渕寿雄、近藤力） / 早川光
- カースタントコーディネーター：雨宮正信、野呂慎治、佐藤秀美
- ジェットスキースタントコーディネーター：高橋昌志、石川公昭、渡邊利幸
- 警察監修： 倉科孝靖 / 板東正敏
- 特別協力： 大阪府 / 大阪市 / 近畿日本鉄道 / 近鉄ロケーションサービス / 近鉄不動産 / あべのハルカス
- 日本側ADR： 東北新社 / アオイスタジオ
- 日本側制作協力： イン・ナップ
- 日本側プロダクション協力：株式会社MHP